# Butler Township (Jackson County, Iowa)
Die Butler Township ist eine von 18 Townships im Jackson County im Osten des US-amerikanischen Bundesstaates Iowa. Das U.S. Census Bureau hat bei der Volkszählung 2020 eine Einwohnerzahl von 358 ermittelt.

## Geografie
Die Butler Township liegt im Osten von Iowa rund 35 km westlich des Mississippi, der die Grenze zu Illinois bildet. Die Grenze zu Wisconsin befindet sich rund 35 km nordöstlich.
Die Butler Township liegt auf 42°15′24″ nördlicher Breite und 90°51′00″ westlicher Länge und erstreckt sich über 94 km². Der äußerste Südwesten der Butler Township wird vom nördlichen Maquoketa River durchflossen, der sich im rund 30 km südöstlich der Butler Rownship gelegenen Maquoketa mit dem südlichen Maquoketa River vereinigt.
Die Butler Township liegt im äußersten Nordwesten des Jackson County und grenzt im Norden an das Dubuque sowie im Westen an das Jones County. Innerhalb des Jackson County grenzt die Butler Township im Osten an die Otter Creek Township, im Südosten an die Farmers Creek Township und im Süden an die Brandon Township.

## Verkehr
Durch die Butler Township führen keine überregionalen Fernstraßen. Alle Straßen sind entweder County Roads oder weiter untergeordnete und zum Teil unbefestigte Fahrwege.
Der nächstgelegene Flugplatz ist der rund 25 km nordöstlich der Township gelegene Dubuque Regional Airport im benachbarten Dubuque County.

## Bevölkerung
Bei der Volkszählung im Jahr 2010 hatte die Township 402 Einwohner. Neben Streubesiedlung existieren zwei (gemeindefreie) Siedlungen:
- Garry Owen
- Leisure Lake1

1 – teilweise in der Otter Creek Township